# Bietschtalbrücke
Die Bietschtalbrücke ist eine zweigleisige Eisenbahnbrücke an der Südrampe der Lötschberg-Bergstrecke im Schweizer Kanton Wallis. Über die Brücke führt der Anstieg von Brig nach Goppenstein, dem südlichen Tor des alten Lötschbergtunnels. Sie ist die höchste Brücke der BLS.

## Lage

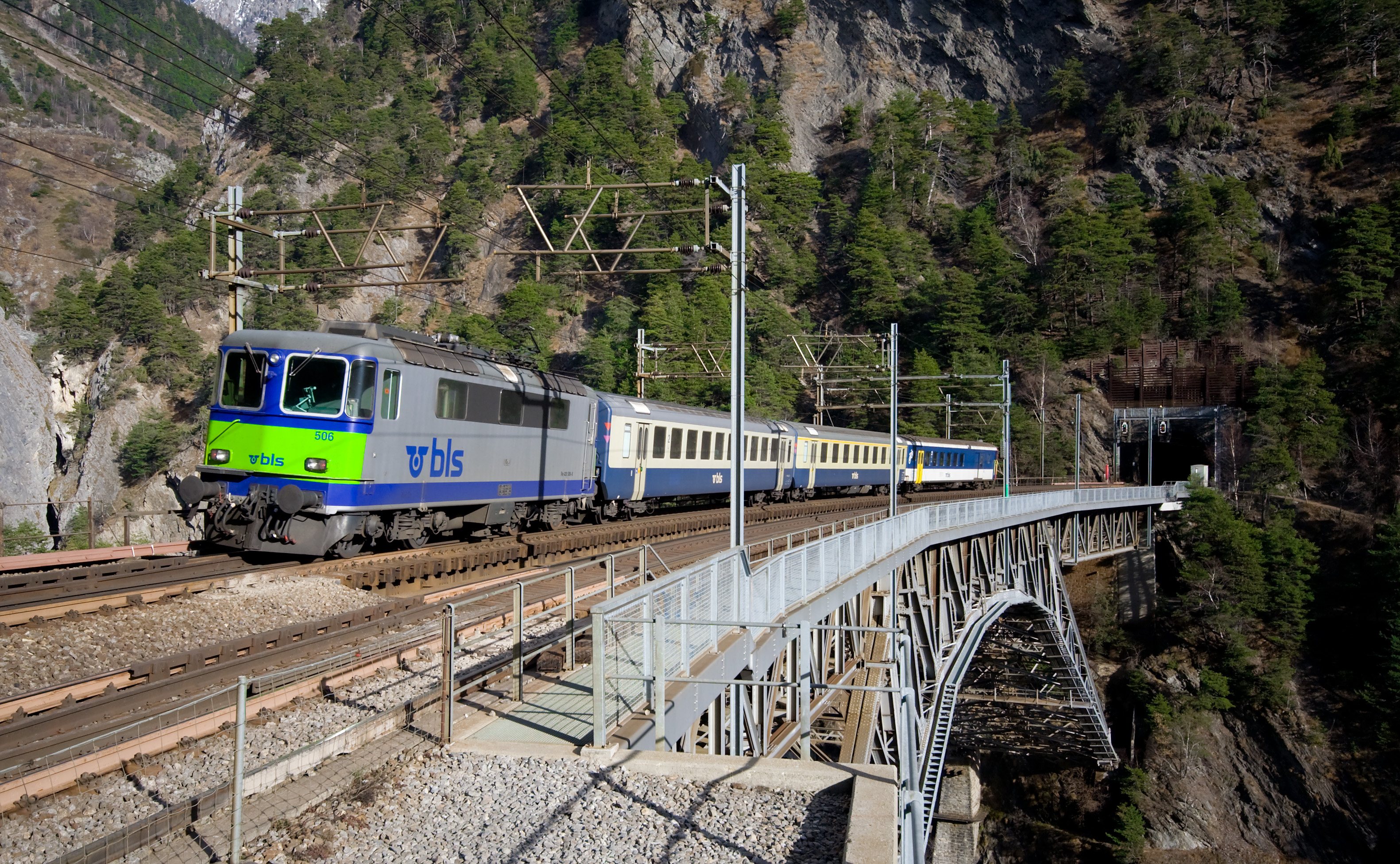
BLS Re 420.5 mit Pendelzug auf der Bietschtalbrücke

Die Brücke überspannt das Tal des Bietschbachs, das sich an dieser Stelle zu einer Schlucht verengt. Die maximale Höhe der Brücke über dem Talgrund beträgt 78 m. Die Brücke liegt auf dem Gebiet der Gemeinde Raron im Rhonetal, auf deren Gebiet auch das Südportal des neuen Lötschberg-Basistunnels steht. Die Südrampe der alten Lötschberglinie bewältigt auf einer Länge von 25 km einen Höhenunterschied von 540 m. Ungefähr in der Mitte dieser Strecke befindet sich die Bietschtalbrücke. Auf beiden Seiten der Brücke befindet sich ein Tunnel. Talseitig verfügt die Brücke über einen schmalen Gehweg.

## Technische Daten
Die Stahlbrücke hat eine Länge von 110 m, einschliesslich der beidseitigen massiven Anschlussbauwerke sind es 136 m. Die Gleise bilden in diesem Bereich einen Bogen mit einem Radius von 300 m. Die Überhöhung beträgt 10 % und erlaubt eine maximale Fahrgeschwindigkeit von 80 km/h. Im gesamten Streckenbereich steigt die Trasse mit 22,2 ‰. Die Brücke wiegt ca. 1400 t. Die Spannweite des mittleren Bogens beträgt 95 m, bei den beiden Verbindungsbrücken sind es jeweils 35 m. Damals wurden im Brückenbau die Stahlteile durch Niete und nicht wie heute mittels Schweisstechnik verbunden. Insgesamt wurden beim Bau 125'000 Niete verwendet.

## Geschichte
Die Bietschtalbrücke wurde von 1910 bis 1913 gebaut. Bauherr war die 1906 gegründete Bern-Lötschberg-Simplon-Bahn. Die Brücke wurde im Wesentlichen vom Stahlbauunternehmen Albert Buss & Cie. aus Basel errichtet. Eine besondere technische Herausforderung war die Beherrschung der Kräfte bei der geforderten kurvenförmigen Gleisführung. Die Lötschberg-Bergstrecke einschliesslich der Bietschtalbrücke ist zunächst einspurig gebaut worden. Vereinzelte Massnahmen für einen späteren zweigleisigen Ausbau wurden allerdings bereits berücksichtigt. So wurde auch die Bietschtalbrücke als einspuriges Bauwerk in Betrieb genommen, wobei der mittlere Hauptbogen jedoch bereits für einen späteren Ausbau auf Doppelspur ausgelegt war. In den Jahren von 1979 bis 1985 wurden umfangreiche Massnahmen zur Verstärkung und zum Ausbau auf Zweigleisigkeit durchgeführt. Die beiden bisher eingleisigen Vorbrücken mit je 35 m Spannweite wurden komplett erneuert. Die talseitige Fahrbahn wurde um 44 cm abgesenkt, um das Lichtraumprofil in den Tunneln zu erhöhen. Nieten wurden durch Schrauben mit höherer Festigkeit ersetzt. Neue Knotenbleche sowie zahlreiche andere Stahlteile wurden zur Verstärkung angebracht. Die Brücke erhielt ebenfalls einen neuen Korrosionsschutz. Durch die Massnahmen erhöhte sich das Gewicht der Brücke von ursprünglich 1000 t auf 1400 t.

## Eisenbahnmodell
Die Gebrüder Faller, Hersteller von Zubehör für Modelleisenbahnen, führen die Bietschtalbrücke aufgrund des markanten und einzigartigen Aussehens in zwei Grössen in ihrem Programm. Das Modell in Nenngrösse H0 ist 1100 mm lang und 255 mm hoch. Es ist ebenfalls zweigleisig, hat allerdings über einen geraden Gleisverlauf.